# Croix de cimetière de Locmalo

La Croix de cimetière de Locmalo est située au chevet de la tour-clocher de l'église Saint-Malo au bourg de Locmalo dans le Morbihan.

## Historique
La croix de cimetière de Locmalo fait l’objet d’une inscription au titre des monuments historiques depuis le 29 mars 1935.